# Jack Sholder
Jack Sholder [ˌʤæk ʹʃoʊɫdɚ] (* 8. Juni 1945 in Philadelphia, Pennsylvania) ist ein US-amerikanischer Film- und Fernsehregisseur und Drehbuchautor. In der Film- und Fernsehbranche ist er vor allem für seine spannenden, actiongeladenen und humorvollen Filme bekannt.

## Leben
Sholder begann seine Tätigkeit im Filmgeschäft 1973 mit der Inszenierung des Kurzfilms The Garden Party. 1981 war er zum ersten und einzigen Mal auch als  Filmeditor aktiv, als er den Film Brennende Rache schnitt. Im Jahr darauf drehte er mit Zwei Stunden vor Mitternacht seinen ersten Langfilm.
Nach dem riesigen Erfolg von Wes Cravens Grusel-Schocker Nightmare – Mörderische Träume, dem „Debüt“ von Freddy Krueger, wurde Sholder vom damaligen New-Line-Cinema-Produzent Robert Shaye verpflichtet, 1985 den zweiten Teil der Serie zu inszenieren. Dabei brachte Sholder vor allem schwarzen Humor in den Film hinein, sodass er den Erfolg seines Vorgängers wiederholen konnte.
Es folgten vor allem Horrorfilme, aber gelegentlich war Sholder auch für das Fernsehen und einige Fernsehserien tätig. Später unterrichtete Sholder im Bereich Film an der Western Carolina University.

## Filmografie (Auswahl)

### Regisseur
- 1973: The Garden Party (Kurzfilm)
- 1982: Zwei Stunden vor Mitternacht (Alone in the Dark)
- 1985: Nightmare II – Die Rache (A Nightmare on Elm Street Part 2: Freddy’s Revenge)
- 1987: The Hidden – Das unsagbar Böse (The Hidden)
- 1989: Renegades – Auf eigene Faust (Renegades)
- 1990: Condition Red
- 1993: 12:01
- 1994: Der Retorten-Killer (Natural Selection)
- 1995: Das Porträt des Killers (Sketch Artist II: Hands That See)
- 1995: Das Omen (Fernsehfilm)
- 1996: Generation X
- 1997: Deadly Speed – Todesrennen auf dem Highway (Runaway Car)
- 1997: Pensacola – Flügel aus Stahl (Pensacola: Wings of Gold, Fernsehserie, 1 Folge)
- 1999: Wishmaster 2 – Das Böse stirbt nie (Wishmaster 2: Evil Never Dies)
- 1999: Mortal Kombat: Conquest (Fernsehserie, 1 Folge)
- 2001: Arachnid
- 2002: Beeper
- 2004: 12 Days of Terror (Fernsehfilm)

### Drehbuchautor
- 1973: The Garden Party (Theaterstück)
- 1974: Tattooed Hit Man (Yamaguchi-gumi gaiden: Kyushu shinko-sakusen)
- 1982: Zwei Stunden vor Mitternacht
- 1986: Grenzenloses Leid einer Mutter (Where Are the Children?)
- 1999: Wishmaster 2 – Das Böse stirbt nie